# Kozi Grzbiet (Tatry Zachodnie)

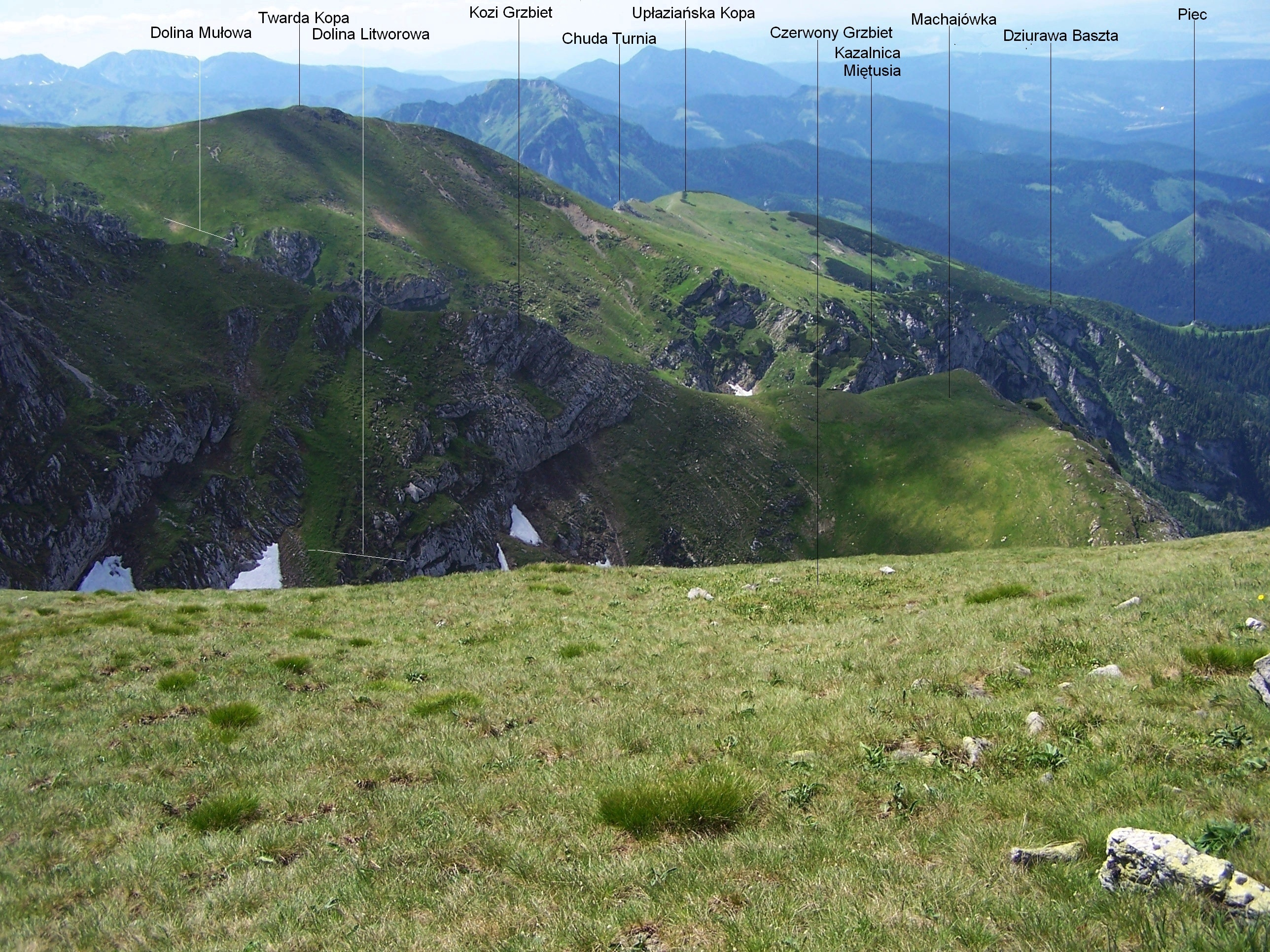
Kozi Grzbiet od wschodniej strony

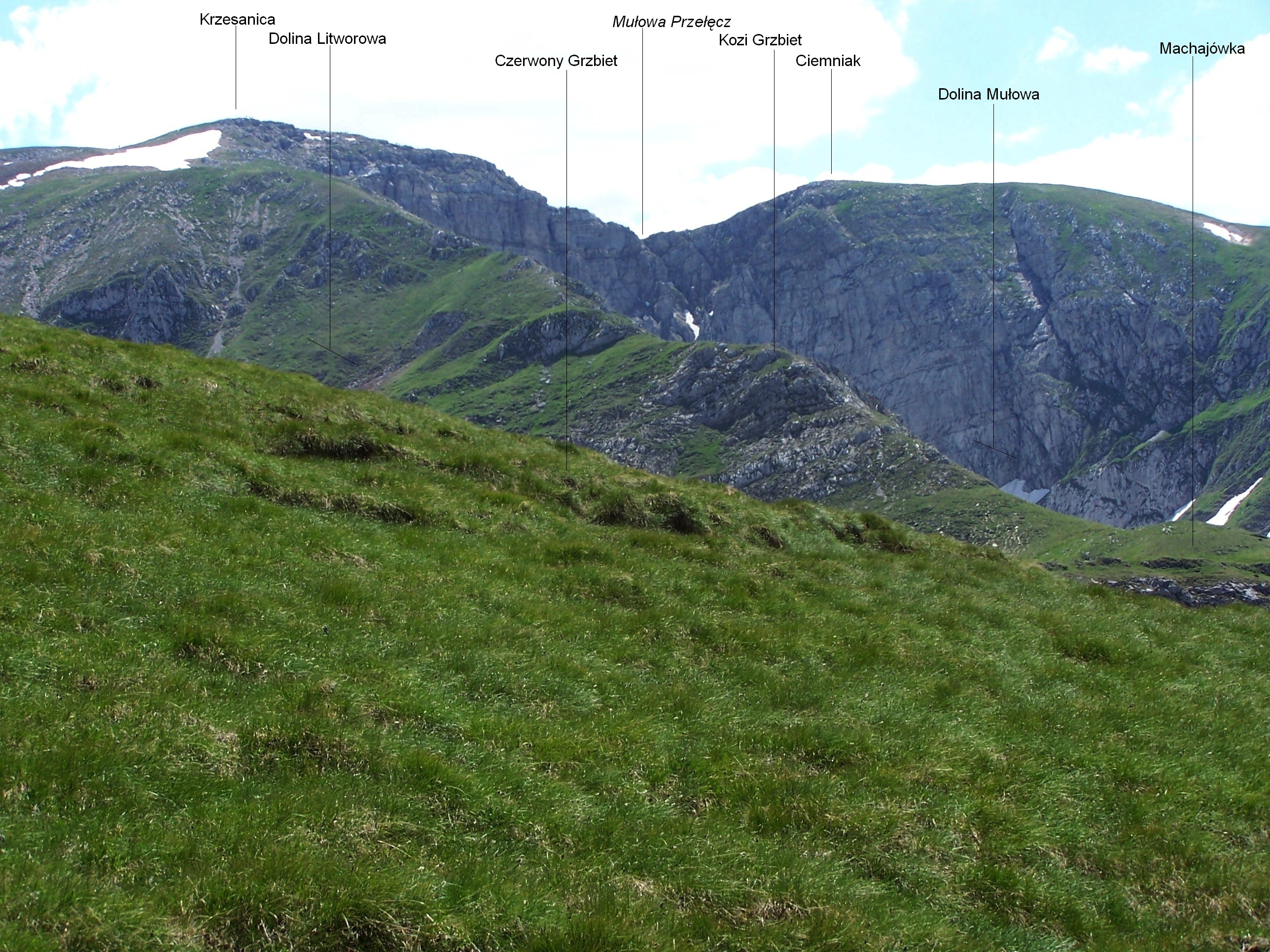
Kozi Grzbiet od wschodniej strony

Kozi Grzbiet – grzbiet w Czerwonych Wierchach, w polskich Tatrach Zachodnich (około 1870–2122 m n.p.m.). Odbiega on od Krzesanicy w północno-zachodnim kierunku i oddziela dwie dolinki znajdujące się pod nią: Dolinę Mułową i Dolinę Litworową. Zwornik dla Koziego Grzbietu znajduje się kilkadziesiąt metrów po wschodniej stronie szczytu Krzesanicy. Grzbiet górą jest dość szeroki, dołem coraz węższy. Porasta go niska murawa, miejscami jest skalisty. Na jego dolnym końcu znajduje się rozszerzenie – niemal poziomy i równy trawnik. Jest to tzw. Machajówka. W północno-zachodnim końcu Machajówki znajduje się kopka Machajowej Czuby, a poniżej grzbiet zaczyna opadać w północnym kierunku i kończy się Ratuszem Mułowym, który niemal pionową ścianą opada do Wielkiej Świstówki. Odcinek grzbietu pomiędzy Machajową Czubą a Ratuszem Mułowym ma nazwę Mułowego Grzbietu. Są w nim dwa uskoki o wysokości około 15 m. Uskoki są skaliste, pozostała część Mułowego Grzbietu jest trawiasta.
Za umowną dolną granicę Koziego Grzbietu przyjmuje się górną część Machajówki. Przedłużenie tego grzbietu ciągnie się jeszcze nieco w dół poniżej Machajówki. Tworzące jedną całość wschodnie stoki Machajówki, Mułowego Grzbietu i Ratusza Mułowego są najbardziej stromym miejscem tego grzbietu. Mają wysokość około 200 m i opadają do dolnej części Doliny Litworowej. Zimą zwykle tworzy się na nich lodospad o wysokości około 80 m. Jednak od Litworowej Równi przez całą ścianę prowadzi łatwy do przejścia zachód zwany Litworowym Zachodem. Wyprowadza on około 50 m poniżej Machajowej Czuby.
W literaturze Kozi Grzbiet czasami bywa nazywany Kozim Grzybkiem. Jest to nazwa błędna, powstała w wyniku przekręcenia nazwy ludowej. We wnętrzu Koziego Grzbietu znajduje się Jaskinia Kozia mająca otwór wylotowy poniżej Machajówki, we wschodnich stokach Koziego Grzbietu.
Z rzadkich roślin występuje na Kozim Grzbiecie traganek wytrzymały – gatunek w Polsce występujący tylko w Tatrach i to na nielicznych stanowiskach.